# جاين هيماير
جاين هيماير (بالفرنسية: Jayne Heitmeyer)‏ (و. 1960  م) هي ممثلة أفلام كندية، ولدت في مونتريال.

## التعليم
تعلمت في جامعة مكغيل.

## وصلات خارجية
- جاين هيماير على موقع IMDb (الإنجليزية)
- جاين هيماير على موقع ألو سيني (الفرنسية)
- جاين هيماير على موقع أول موفي (الإنجليزية)
- جاين هيماير على موقع قاعدة بيانات الأفلام السويدية (السويدية)
- جاين هيماير على موقع إن إن دي بي (الإنجليزية)
- جاين هيماير على موقع قاعدة بيانات الفيلم (الإنجليزية)
- جاين هيماير على موقع كينوبويسك (الروسية)